# Elektronikus pilótatáska
Az elektronikus pilótatáska vagy elektronikus repülési táska (angolul: electronic flight bag, EFB) egy olyan elektronikus eszköz, amelyet a pilóták és a repülőszemélyzet használ a repülés előkészítésére meg lebonyolítására. Az EFB célja, hogy helyettesítse a hagyományos papíralapú repülési dokumentumokat, pl. a térképeket, repülési kézikönyveket, számításokat és a navigációhoz szükséges adatokat. Az EFB-k modern változatai túlmutatnak a hagyományos papír alapú dokumentumok digitalizálásán, vagyis integrált navigációs megoldásokat kínálnak, amik javítják a repülés biztonságát, hatékonyságát és a pilóták munkaterhelésének csökkentését.
Az EFB-k integrált navigációs megoldásai olyan fejlett funkciókat biztosítanak, amik kapcsolódnak a repülőgép fedélzeti rendszereihez és a külső navigációs forrásokhoz. Ezek az integrált megoldások lehetővé teszik a pilóták számára, hogy valós idejű információkhoz férjenek hozzá a repülési helyzetükről, repülési útvonalról, időjárási viszonyokról és a légiforgalmi helyzetről.

## 1. Valós idejű navigáció és helyzetmeghatározás
Az EFB integrált navigációs megoldásai GPS és más GNSS (Global Navigation Satellite Systems) adatokat használnak a repülőgép helyzetének valós idejű meghatározására. Ezek az adatok megjeleníthetők a repülési térképeken, így a pilóták követhetik a repülőgép aktuális pozícióját és útvonalát.
- Szinkronizáció a fedélzeti rendszerekkel: Az EFB-k egyes változatai képesek szinkronizálni a repülőgép fedélzeti navigációs rendszereivel, így a pilóták ugyanazokat az adatokat látják az EFB-n, mint a repülőgép fő kijelzőin. Ez segít minimalizálni az eltéréseket és hibákat, amik különböző adatokból származhatnak.

## 2. Dinamikus repülésiútvonal-tervezés és -módosítás
Az integrált navigációs EFB-k lehetővé teszik a repülési útvonal tervezését és módosítását a repülés során. A pilóták valós időben kapnak frissítéseket az időjárási körülményekről, légiforgalmi korlátozásokról vagy más tényezőkről, és szükség esetén módosíthatják az útvonalat a legbiztonságosabb és leghatékonyabb repülési út elérése érdekében.
- Időjárási integráció: Az EFB-k integrált időjárási adatokat is megjeleníthetnek, pl valós idejű radarképeket, előrejelzéseket és jelentéseket. Ez lehetővé teszi a pilóták számára, hogy időben reagáljanak az időjárási körülményekre, pl kerülőutakat tervezzenek meg a viharok elkerülése érdekében.

## 3. Üzemanyag-kezelés és teljesítményoptimalizálás
Az EFB-k integrált navigációs rendszerei segítséget nyújtanak az üzemanyag-használat szabályozásában és a repülőgép teljesítményének javításában. A rendszer elemzi a repülési paramétereket, pl a magasságot, sebességet, és az üzemanyag fogyasztást, hogy javaslatokat tegyen a repülés optimalizálására.
- Automatikus teljesítményszámítások: Az EFB integrált rendszerei automatikusan elvégezhetik a repülés előtti teljesítményszámításokat, pl a felszállási és leszállási távolság, vagy az optimális emelkedés és a süllyedés meghatározása. Ez csökkenti a pilóta munkaterhelését és növeli a repülés hatékonyságát.

## 4. Adatkapcsolat és kommunikáció
Az integrált navigációs EFB képes valós idejű kommunikációra és adatcserére a légiforgalmi irányítókkal (ATC) és a légitársaság műveleti központjával. Ez a folyamatos adatkapcsolat lehetővé teszi a gyorsabb döntéshozatalt és a repülési terv gyors módosítását ha úgy adja a  szükség.
- ACARS integráció: Az ACARS (Aircraft Communications Addressing and Reporting System) integráció révén az EFB közvetlenül kommunikál a földi állomásokkal, jelentéseket küld és fogad, és fontos operatív információkat oszt meg.

## 5. Elektronikus térképek és navigációs segédeszközök
Az EFB digitális térképeket és navigációs segédeszközöket tartalmaz, amik lehetővé teszik a pilóta számára, hogy könnyen navigáljon a földi és légi helyszínen. Az integrált rendszerek valós idejű frissítéseket nyújtanak a navigációs adatbázisokhoz, pl repülőtéri eljárásokhoz, futópálya információkhoz és légterekhez.
- 3D-s navigációs térképek: Az újabb EFB-k 3D-s térképeket is biztosíthatnak, amik a repülőgép helyzetét és repülés útvonalát valós időben mutatják háromdimenziós formában. Ez különösen hasznos a hegyvidéki területeken történő navigáció során, vagy olyan repülőterek megközelítésénél ahol a terepviszonyok bonyolultak.

## Az integrált navigációs EFB-k előnyei
Az integrált navigációs megoldásokkal ellátott EFB-k sok előnnyel rendelkeznek a hagyományos rendszerekkel szemben:
- Csökkentett munkaterhelés: Az automatizált számítások és valós idejű frissítések csökkentik a pilóták munkaterhelését, lehetővé téve, hogy jobban összpontosítsanak a repülésre.
- Növelt biztonság: Az integrált rendszerek naprakész információkat biztosítanak a repülőgép helyzetéről és a környezeti feltételekről, így csökkentik a navigációs hibákat.
- Hatékonyság és költségcsökkentés: Az EFB-k integrált rendszerei szabályozzák az üzemanyag használatot, ami hosszú távon költségmegtakarítást eredményez.